# Battaglia di Gdov
La battaglia di Gdov fu un conflitto che vide contrapporsi l'esercito russo a quello svedese il 16 settembre 1657 presso la cittadina di Gdov, nell'ambito della guerra russo-svedese (1656-1658).

## Preludio
Dopo la sconfitta di Valga nel luglio del 1657, Ivan Khovansky venne nominato voivoda di Pskov. Il suo esercito venne rinforzato da dieci compagnie di reiters e da 3 compagnie di dragoni ( 1 200 uomini in tutto). A settembre, gli svedesi sotto il comando del governatore generale conte Magnus De la Gardie invasero il distretto di Gdov, ma il principe Khovansky riuscì a venire a conoscenza dell'invasione per tempo e rinforzò la guarnigione della città con 1 000 uomini (300 nobili della milizia, 300 cosacchi del Don, 200 strelizzi, 100 cosacchi del Luga e 100 mercenari), ma riuscì ad ottenere due soli cannoni. Ad ogni modo, la guarnigione riuscì a respingere tutti gli attacchi e addirittura a compiere qualche sortita.

## La battaglia
Dopo aver saputo dell'arrivo degli svedesi, il principe Khovansky avanzò verso Gdov. La notte del 16 settembre le truppe russe iniziarono ad inseguire l'esercito svedese in ritirata verso il fiume Chermi. L'intervento dei reiters russi spazzò via le posizioni del nemico. De la Gardie ordinò di gettare in acqua l'artiglieria, sia per renderla inservibile sia per non rallentare la marcia o cadere nelle mani del nemico. Gli svedesi persero diversi ufficiali sul campo, molti stendardi e bandiere, parte della loro artiglieria e circa 
1 000 uomini in tutto.

## Conseguenze
La fuga delle truppe del governatore generale conte De la Gardie e la vittoria del principe Khovansky diminuirono fortemente i successi da poco ottenuti dall'esercito svedese nel 1657, ripristinando lo spirito d'iniziativa dei russi nel conflitto.